# Monaster Zbawiciela i Trójcy Świętej w Wojnowie
Monaster Zbawiciela i Trójcy Świętej w Wojnowie – męski klasztor staroobrzędowców-fiedosiejewców w Wojnowie, funkcjonujący w latach 1848–1884. Reaktywowany w 1885 jako wspólnota żeńska, istniał do śmierci ostatniej mniszki w 2006. Od tego momentu jest udostępniony dla turystów do zwiedzania.

## Historia

### Monaster męski
Według półlegendarnych przekazów, już w latach 30. XIX w. w okolicy późniejszego monasteru żyli pierwsi mnisi i mniszki staroobrzędowe. W 1836 Ławrientij Rastropin, znany wśród starowierców jako starzec Grigorjew, zamieszkał nad jeziorem Duś w pustelni. W 1845 do Eckertsdorfu przybył Andriej Szutow, skarbnik moskiewskiej gminy fiedosiejewców, którego zadaniem było ustalenie, czy miejscowość ta, znana już wcześniej jako skupisko staroobrzędowców, nadawałaby się na centrum tej grupy religijnej, na wypadek gdyby prześladowania religijne w Rosji zmusiły ich do emigracji. Szutow stwierdził, że odwiedzane miejsce doskonale nadaje się do zakładanych celów i spędził na Mazurach ponad rok, prowadząc pierwsze prace budowlane. Zgodę na osiedlenie się nowych mnichów narodowości rosyjskiej uzyskano, powołując się na fakt, że starzec Grigorjew całkowicie stracił wzrok i wymagał stałej opieki.
W 1848 do Eckertsdorfu przybyła grupa mnichów fiedosiejewskich oraz świecki wierny, Piotr Ledniew, który miał zakończyć prace związane z organizacją monasteru. W 1849 uzyskał on obywatelstwo pruskie i nabył za przekazane przez moskiewską gminę pieniądze grunt pod przewidywane obiekty klasztorne. Ich wyposażenie przewieziono z Rosji. W 1850 Piotr Ledniew złożył śluby mnisze w monasterze starowierców w Złynce na ziemi czernihowskiej, przyjmując imię Paweł, zaś w 1852 został przełożonym monasteru w Wojnowie. Rozbudował gospodarstwo prowadzone przez mnichów, rozpoczął gromadzenie obszernych zbiorów bibliotecznych. Utworzył przy monasterze szkołę dla chłopców, przyjmując nie tylko uczniów wywodzących się z miejscowej wspólnoty staroobrzędowej, ale i przywożonych przez rodziców z Rosji. Doprowadził do powstania żeńskiego monasteru w Puppen (dzis. Spychowo) oraz do otwarcia nowych placówek duszpasterskich w Rosji, gdzie nastawnikami zostawali jego uczniowie. Wpływy monasteru w Wojnowie wśród staroobrzędowców rosyjskich były ogromne.
Około roku 1856 Paweł (Ledniew) doszedł do wniosku, że pogląd fiedosiejewców o niedopuszczalności wszelkiego współżycia płciowego (także w małżeństwie, którego nie uznawano w ogóle) nie ma podstaw. Powołując się na Biblię i teksty teologów pierwszych wieków chrześcijaństwa bronił sakramentalnego charakteru małżeństwa. Ponadto na podstawie własnych obserwacji dowodził, że zakaz współżycia głoszony przez nastawników fiedosiejewskich nie był przestrzegany. Co więcej, przełożony monasteru wojnowskiego od 1861 wprowadził w nim nakaz modlitwy w intencji przywrócenia hierarchii duchownej. Od 1859 cała mazurska wspólnota staroobrzędowców podzieliła się na dwie grupy, popierające lub odrzucające nowe nauczanie mnicha Pawła. Już rok wcześniej moskiewska gmina fiedosiejewców zaprzestała finansowania monasteru w Wojnowie; jego przełożony uzyskał fundusze na jego dalszą działalność od wiernych z Petersburga, którzy poparli go w sporze z przywódcami całego nurtu.
W 1866 w monasterze w Wojnowie doszło do ostatecznego rozłamu. Większość mnichów opowiedziała się za tradycyjną doktryną fiedosiejewską, Pawła poparło kilkunastu. Dotychczasowy przełożony i jego zwolennicy zostali wypędzeni z klasztoru. Paweł był jednak nadal formalnym właścicielem ziemi, na której znajdowały się zabudowania monasterskie, toteż niepopierający go mnisi postanowili również opuścić Wojnowo i rozejść się do innych klasztorów. Ostatecznie w 1867 Paweł (Ledniew) zgodził się przekazać prawo własności mnichom Szymonowi i Bartłomiejowi, sam zaś wyjechał do Rosji. Po jego wyjeździe monaster podupadł. Mnisi przeszli do staroobrzędowców-pomorców, uzyskując od nich wsparcie materialne, jednak w 1884 klasztor zamieszkiwał już tylko jeden mnich, Makary. W wymienionym roku porzucił on stan zakonny i ożenił się. Majątek monasteru przejął jego wierzyciel, Uljan Słowikow.

### Monaster żeński

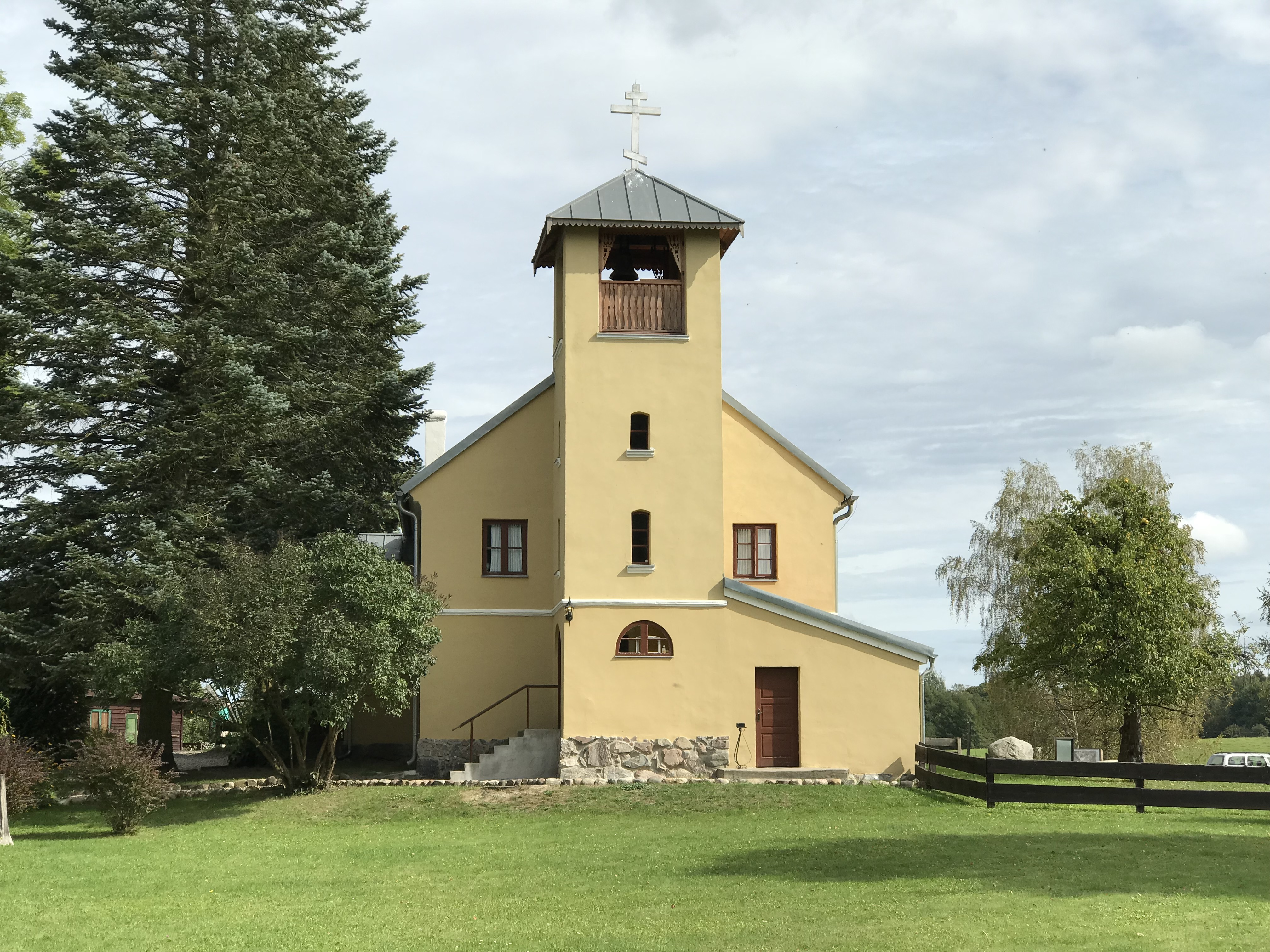
Fasada molenny

Żeński monaster w Wojnowie został założony w 1885 przez mniszkę Eupraksję (Dikopolską). Wykupiła ona za 40 tys. marek zabudowania dawnego męskiego klasztoru starowierczego i sprowadziła do niego zakonnice z nieistniejących już monasterów w Pupach i między Osiniakiem a Majdanem. W 1897 w klasztorze przebywało osiem mniszek, które opiekowały się siedemnastoma starszymi i chorymi staroobrzędowcami. Po 1905 mieszkanki monasteru wojnowskiego, korzystając z wydanego w Rosji ukazu o tolerancji religijnej, kilkakrotnie wyjeżdżały tam w celu pozyskiwania nowych kandydatek do życia zakonnego oraz prowadzenia kwest. Monaster był znaczącym ośrodkiem mazurskich fiedosiejewców i przyczynił się do osłabienia procesu ich przechodzenia na jednowierstwo. W 1909 w monasterze przebywało 40 mniszek, zaś w 1913 – 46.
W 1914 niemiecka policja aresztowała zakonnice-obywatelki Rosji i internowała je w Olsztynie, zezwalając jednak na powrót po dwóch tygodniach. Rok później mniszki te ponownie zostały aresztowane i przez kilka miesięcy przebywały w Zinten pod Królewcem.
I wojna światowa doprowadziła do znacznego zubożenia mazurskiej społeczności staroobrzędowej. Przełożyło się to na upadek monasteru. W 1925 przebywało w nich 12 mniszek i 12 posłusznic.
W 1959 klasztor został zelektryfikowany. W 1968 żyły w nim dwie mniszki i cztery posłusznice. Ostatnia zakonnica zmarła w 2006.

## Architektura
Molenna klasztorna w Wojnowie jest najstarszą staroobrzędową budowlą sakralną w Polsce. Budynek ten nie wykazuje specyficznie ruskich cech stylowych, wyjątkiem jest wieńczący jej wieżę ośmiokończasty krzyż. Na dzwonnicy znajduje się jeden dzwon – trzy inne zostały skonfiskowane w czasie II wojny światowej. Wnętrze obiektu podzielone jest na szereg pomieszczeń: dwie sale modlitewne (jedna była użytkowana codziennie, druga – w wypadku chłodnej pogody) i kilka pojedynczych cel dla mniszek. Jedno z pomieszczeń mieszkalnych połączone jest z salą modlitewną i było przeznaczone dla nowych zakonnic, które przebywały w nim w zupełnej izolacji przez pierwsze sześć tygodni po złożeniu ślubów mniszych.